# Kobieta z piątej dzielnicy
Kobieta z piątej dzielnicy (fr. La femme du Vème, ang. The Woman in the Fifth) – francusko-brytyjsko-polski film obyczajowy z 2011 roku w reżyserii Pawła Pawlikowskiego. Film powstał na podstawie powieści Douglasa Kennedy'ego.
Światowa premiera filmu miała miejsce 20 maja 2011 roku podczas 64. Międzynarodowego Festiwalu Filmowego w Cannes. Premiera filmu we Francji odbyła się 16 listopada 2011 roku, natomiast w Polsce 28 września 2012 roku.

## Opis fabuły
Tom Ricks najpierw jest bohaterem głośnego skandalu, potem traci lukratywną posadę na amerykańskim uniwersytecie, a wreszcie odchodzą od niego żona i córka. Mężczyzna dochodzi do wniosku, że jest to najlepszy moment, aby całkowicie zmienić swoje życie i wyjeżdża do Paryża. Szczęście znów mu nie sprzyja i musi podjąć pracę jako nocny stróż.

## Obsada
- Ethan Hawke jako Tom Ricks
- Kristin Scott Thomas jako Margit Kadar
- Joanna Kulig jako Ania
- Samir Guesmi jako Sezer